# Astrocystis eleiodoxae
Astrocystis eleiodoxae är en svampart som beskrevs av E.B.G. Jones, Sakay., Suetrong, Somrith. & K.L. Pang 2010. Astrocystis eleiodoxae ingår i släktet Astrocystis och familjen kolkärnsvampar.   Inga underarter finns listade i Catalogue of Life.